# 韓琳
韓琳（1983年5月19日—），台灣女演員。

## 簡介
韓琳畢業於華岡藝術學校。2000年，初次出演電視劇《車正在追》。2011年，出演電影《樂之路》。2013年，在電視劇《我愛你愛你愛我》中飾演「夏飛燕」，開始受到關注。

## 演出

### 電影
- 2011年《樂之路》 客串 首席歌迷
- 2015年《百味人生》客串 女主角高中好友
- 2016年《他媽²的藏寶圖》客串 台尹
- 2016年《溫暖》客串 男孩媽媽
- 2016年《風雲高手》主演 張天使

### 電視劇
- 2000年《車正在追》 飾 胖妹 公視
- 2000年《愛情哇沙米》飾 蕭美珍（青年）中視
- 2002年《雙面教父》飾 孫柔 民視
- 2003年《第八號當鋪》 飾 小莉 衛視中文台
- 2003年《新玫瑰瞳鈴眼》 色戒 飾 嘟嘟 民視
- 2007年《幸福時光》 飾 靖玲  大愛電視台
- 2009年《千江有水千江月》飾 淑華 大愛電視台
- 2012年《真心請按兩次鈴》 飾 轆轆 華視
- 2012年《田庄英雄》 飾 林志凌 台視
- 2013年《我愛你愛你愛我》 飾 夏飛燕 民視 八大綜合台
- 2013年《美味的想念》 飾 秀珍 三立都會台
- 2013年《手心外的天空》飾 阿惜 大愛電視台
- 2014年《媽咪的男朋友》 飾 金茶包 三立都會台
- 2014年《龍飛鳳舞》 飾 西施 民視
- 2015年《親家》 飾 韓秀琳 三立台灣台
- 2017年《戏说台湾-鬼乩童》饰 许阿妙 三立台灣台
- 2019年《四分之3》飾 佳惠 客家電視台
- 2019年《多情城市》飾 劉蜜 民視
- 2022年《門當互懟愛上你》飾 張美花 三立都會台
- 2024年《假日到山裏來看你》飾 胡媽媽 大愛電視台

### 主持
- 2002年《車族傳說》(和劉耕宏搭擋主持)
- 美食外景節目 《五星級總鋪師》
- 2011年兒童節目"《大風車》"(風車姐姐)

### 舞台劇
- 我的孩子
- 仲夏夜之夢

### 國劇
- 美猴王

### MV
- 2003年 咖哩辣椒(潘偉柏)
- 2005年 情人裳(袁小迪)
- 2006年 Superman(曹格)
- 2007年 什麼都不怕(楊千樺)
- 2014年 陳淑芬與林志豪(王心凌)
- 2014年 女孩，站出來(安心亞)
- 2016年 想遇見一個人(曾詠熙)

## 外部連結
- 韓琳的新浪微博
- 韓琳的Facebook專頁
- 韓琳的新浪博客
- 韓琳在香港影庫上的簡介